# Victoriano Alberto Zorrilla
Victoriano Alberto Zorrilla (italià: Alberto Zorrilla)  (Rosario, 6 d'abril de 1906 - Miami, 23 d'abril de 1986) va ser un nedador argentí que va competir durant les dècades de 1920 i 1930. Fou el primer nedador sud-americà en guanyar una medalla d'or en una competició de natació als Jocs Olímpics.
El 1924 va prendre part en els Jocs Olímpics de París, on va disputar tres proves del programa de natació. En totes elles, els 100, 400 i 4x200 metres lliures, va quedar eliminat en sèries. Quatre anys més tard, als Jocs d'Amsterdam, va disputar quatre proves del programa de natació. En els 400 metres lliures, guanyà la medalla d'or, mentre en els 1.500 fou cinquè, en els 100 setè i en els 4x200 quedà eliminat en sèries.
El 1932, als Jocs de Los Angeles, fou l'encarregat de dur la bandera argentina en la cerimònia inaugural dels Jocs, però una lesió el va impedir lluitar per revalidar l'or.
El 1954 va obtenir la nacionalitat estatunidenca. Casat amb una islandesa, s'enriquí gràcies a inversions a Wall Street. Morí a Miami poc després del seu 80è aniversari.